# Гораздовский, Эдвард
Эдвард Гораздовский (пол. Edward Gorazdowski; 1843—1901) — известный варшавский гравёр.
С 1863 году работал в журнале «Tygodnik Ilustrowany», художественным руководителем которого в это время был Юлиуш Коссак. Со временем стал наилучшим и практически единственным иллюстратором в этом издании. В 1873 году перешёл в редакцию «Kłosów». После закрытия этого журнала в 1890 году вернулся в «Tygodnik Ilustrowany».
Бил одним из лучших гравёров своего времени, автором нескольких сотен высококачественных гравюр. К наилучшим из них относятся те, которые создавались по рисункам Юлиуша Коссака и Михала Андриолли. Кроме этого иллюстрировал книги, в том числе: «Меир Эзофовчч» (пол. «Meir Ezofowicz») Элизы Ожешко, «Старая сказка» (пол. «Stara baśń») Юзефа Крашевского, «На перевале» (пол. «Na przełęczy») Станислава Виткевича.

## Галерея

Работы Эдварда Гараздовского для журнала «Tygodnik Ilustrowany»
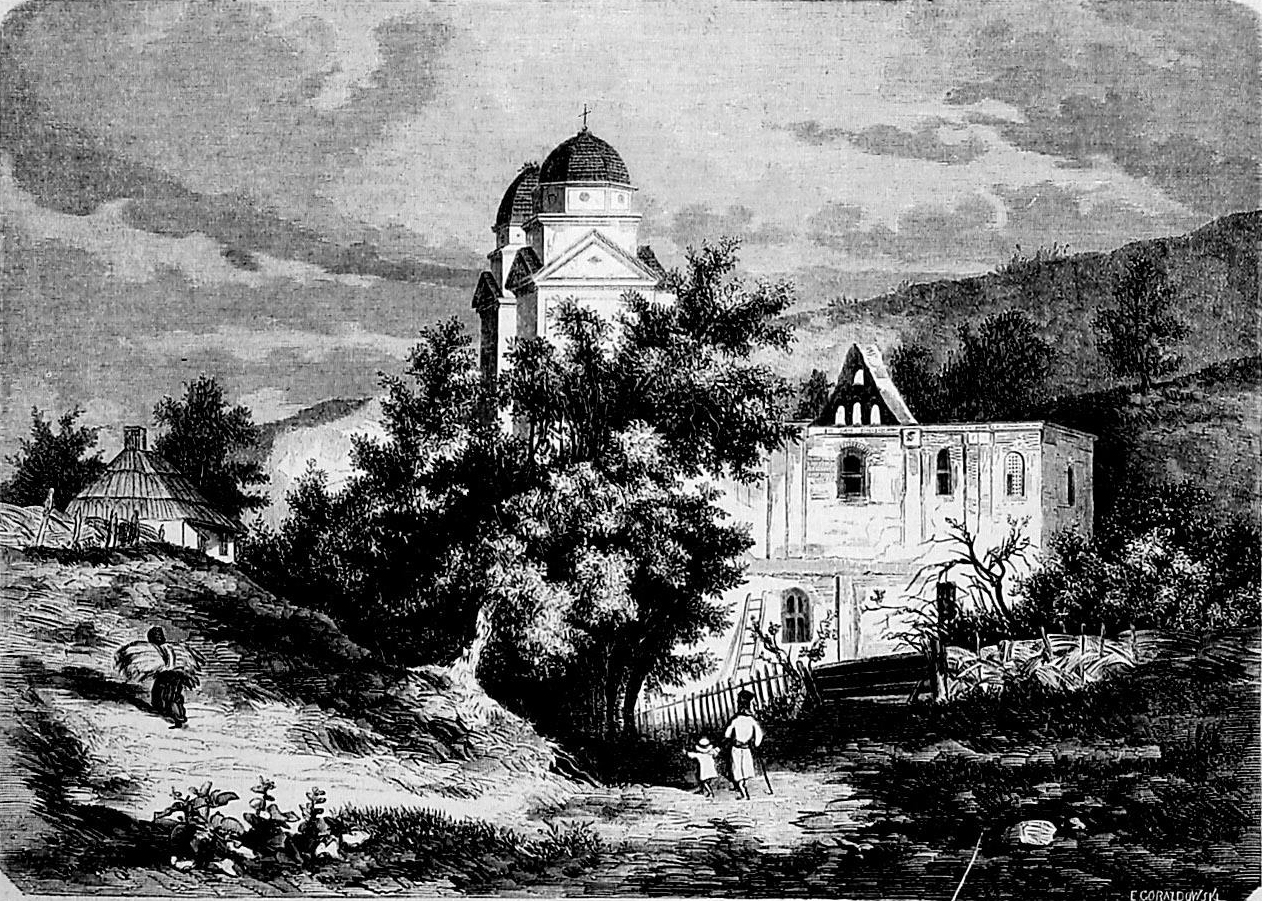
Мозырь. 1865 год.
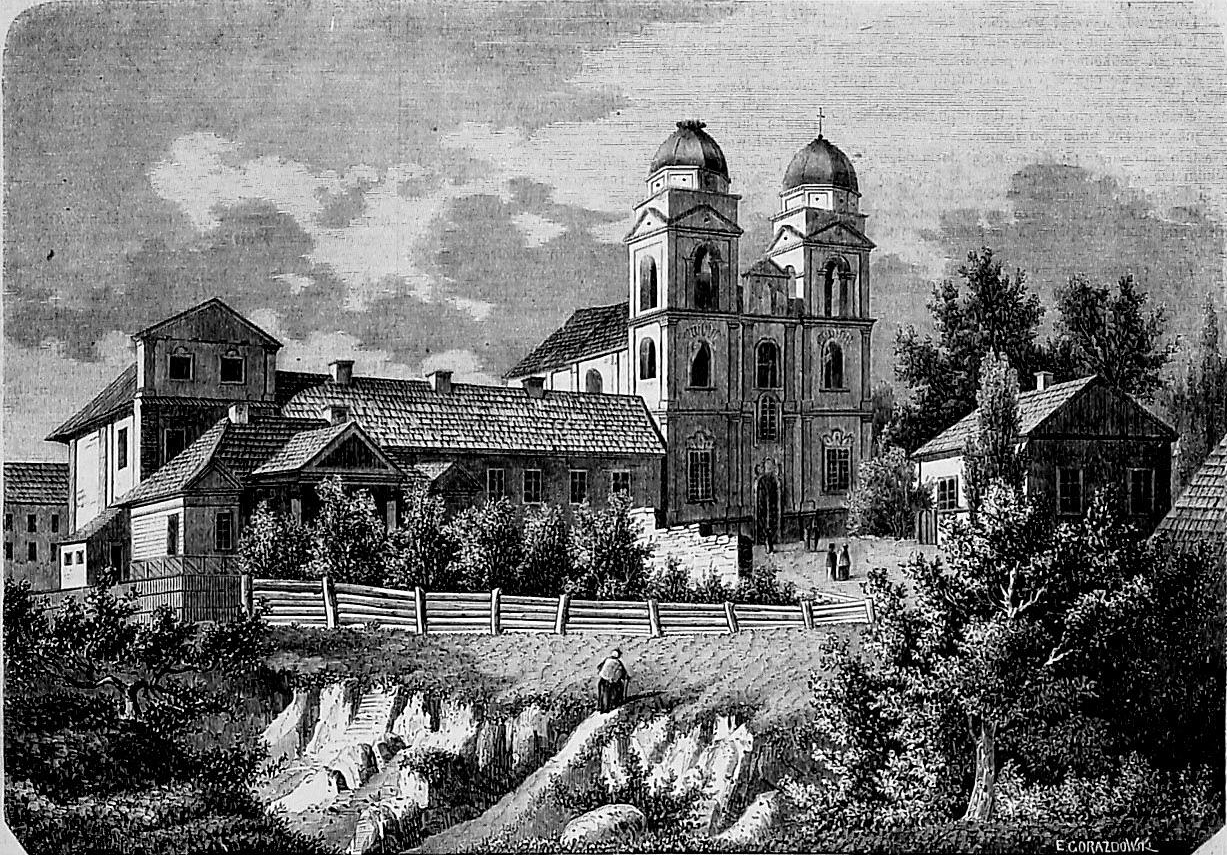
Костёл и монастырь бернардинцев в Мозыре. 1865 год.
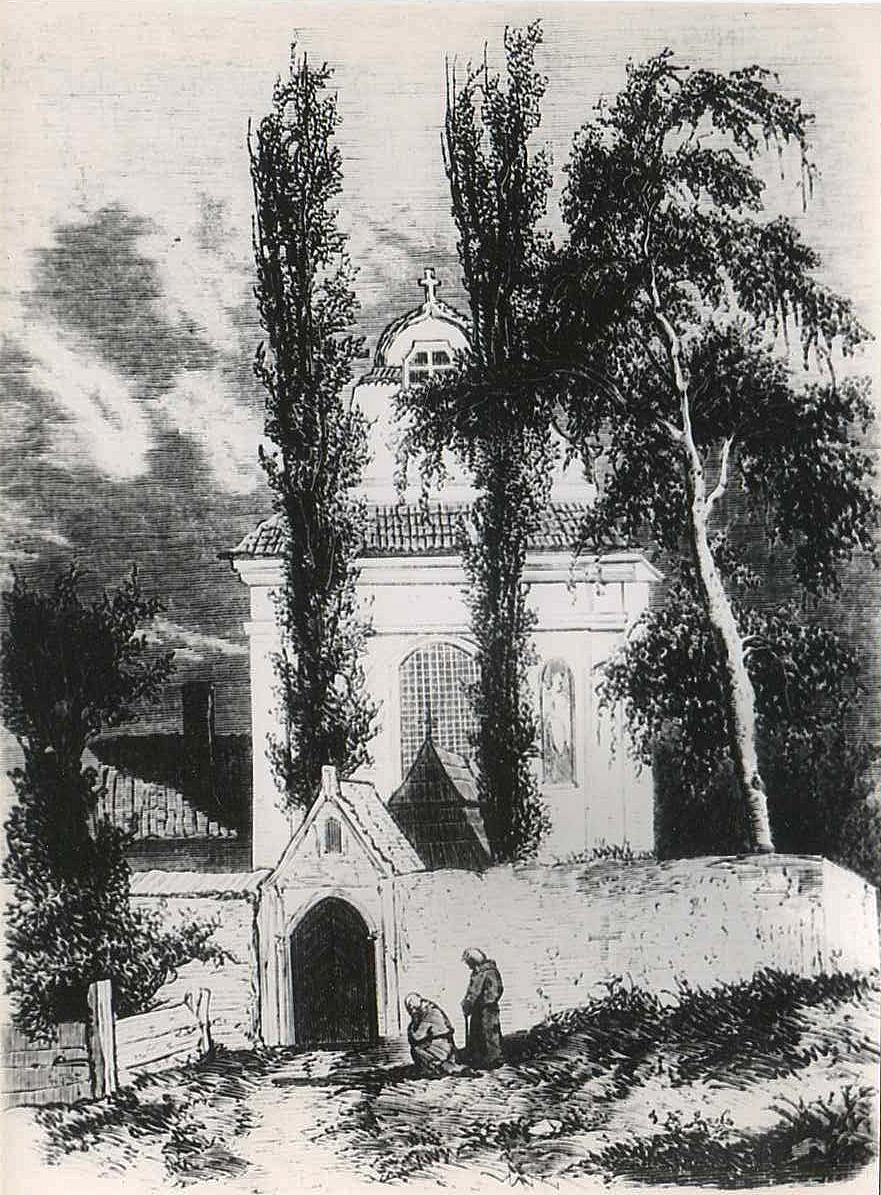
Мозырь. Костёл цистерианок в Кимбаравке. 1865 год.
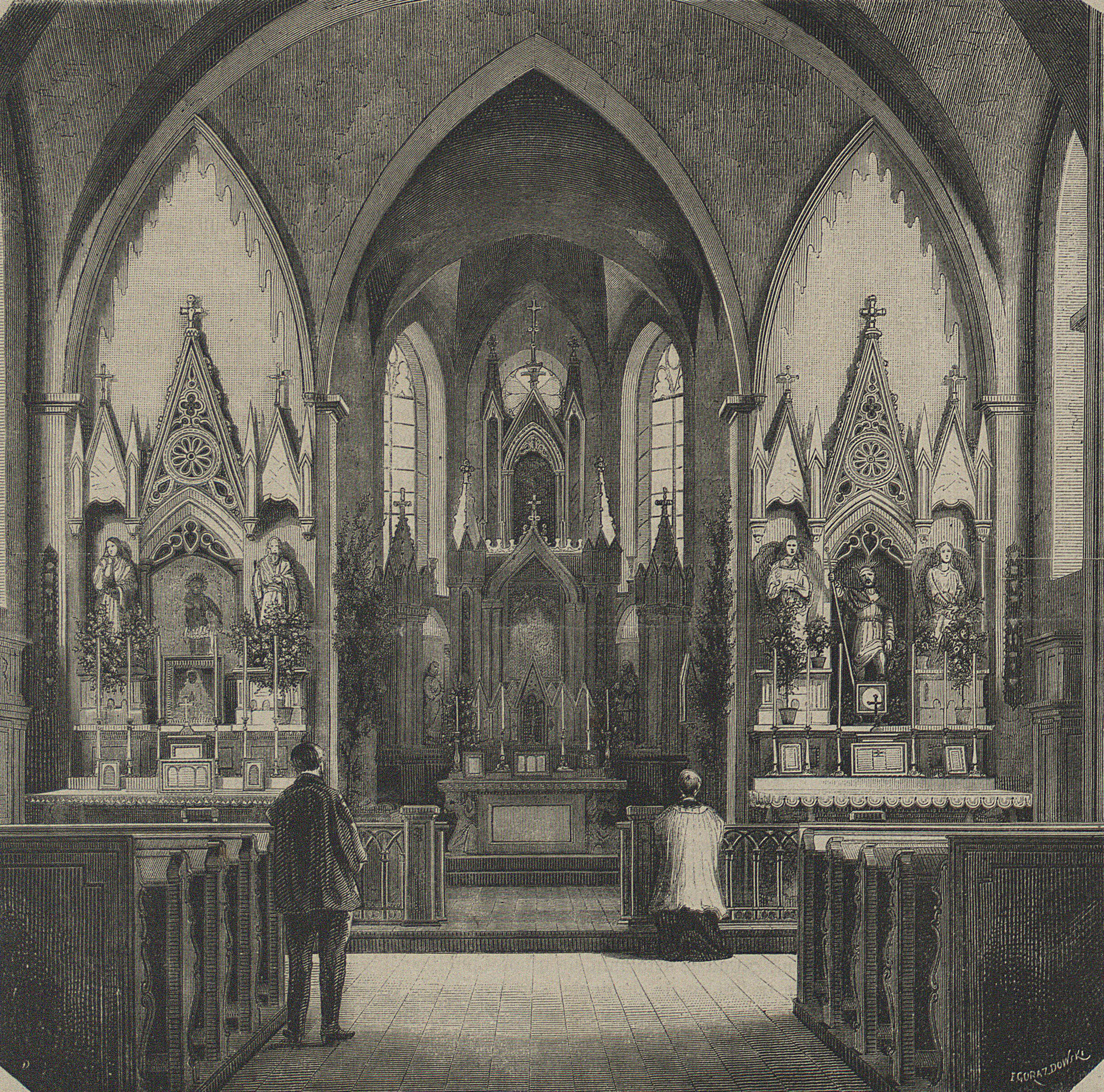
Костёл Пресвятой Троицы в Минске. 1868 год.